# Stopplaats Amsterdam Zaanstraat
Stopplaats Amsterdam Zaanstraat was een stopplaats aan de spoorlijn Den Helder - Amsterdam. De stopplaats werd geopend op 1 oktober 1916 en gesloten op 23 januari 1924. De stopplaats was alleen toegankelijk voor spoorwerknemers. De Zaanstraat is nog wel in gebruik als opstelterrein.